# Chorro San Juan de la Montaña

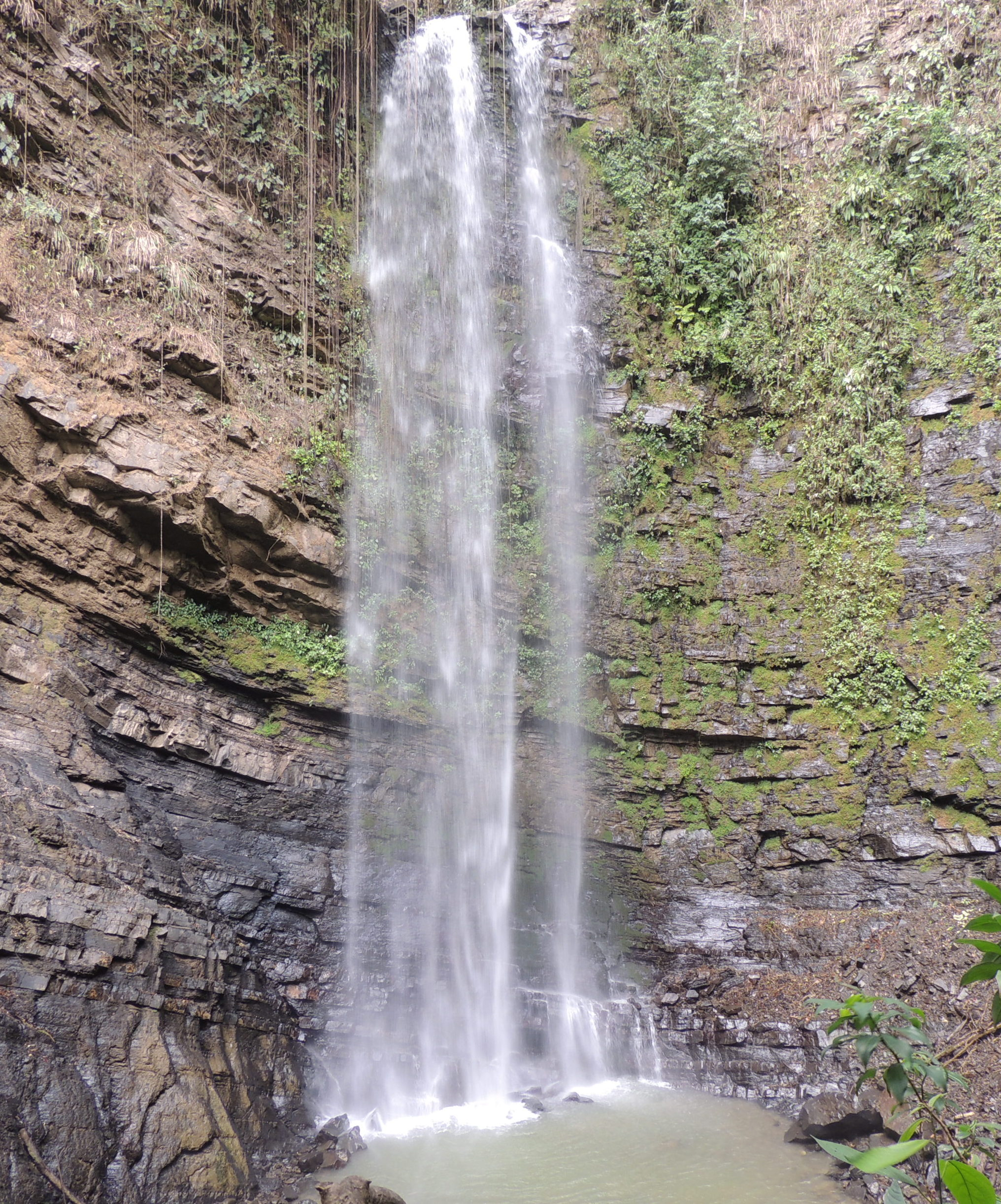
Salto San Juan o Chorro La Simonera sobre el rio Maria

El Chorro de San Juan es un salto de agua ubicado en el norte de la parroquia Guanare, del Municipio Guanare, estado Portuguesa, Venezuela

## Ubicación
Está situado entre los cerros San José de la Montaña, San Juan de la Montaña y la Fila de los Pozuelos, parte de los cerros que limitan con el Estado Lara a poca distancia del parque nacional El Guache.
Tiene una altura aproximada de 55 metros y es parte del atractivo del parque natural Montaña de los Pozuelos. Forma parte de una serie de saltos y cascadas que se forman en el cauce del río Maria. 
Anteriormente conocido como el Chorro de La Simonera, por encontrarse en el espacio geográfico de esa antigua hacienda.

## Flora
En el bosque se pueden apreciar árboles como guamo (Inga sp), el bucare (Erythrina sp), Yagrumo (Cecropia peltata). Especial mención tiene el árbol conocido por los pobladores como nueza (Caryodendron orinocense). También se encuentra cedro de montaña, indio desnudo, tacamajaco, cenicero, punta de lanza, palma macana, laurel. Hay una gran variedad de orquídeas entre las que destacan las del género Cattleya.

## Fauna
Según relato de los lugareños y reporte de investigadores se puede ver el venado de Matacan (Mazama rufina bricnii), el pícure (Dasyprocta fuliginosa), lapa, la pereza  (Bradypus variegatus),  la ardilla, el puercoespín (Coendou prehensilis), jaguar (Panthera onca), zorro guache, oso melero, oso cangrejero, entre otros.  Lo más destacado es la avifauna de la cual han sido reportadas casi 200 especies para el sector: Diostede Pico Negro (Ramphastos ambiguus), tangara rey (Tangara cyanicollis), loro mocho o cotorra cabeciazul (Pionus menstruus), pava tintina (pava andina), guayon (Aburri aburria), tucan, pico de franco, tintin (querrequerre), cheremeco (carpintero habado), culopiche (correporelsuelo), gavilán tijereta, entre otros.

## Sendero
Cuenta con un sendero diseñado sobre el recorrido realizado por los lugareños. En este sendero de interpretación se pueden observar árboles y orquídeas nativas. Tiene una longitud total de 1170 m, desde la casa de Omar Laya (El Apureño) hasta el salto. Es de tipo lineal, ya que es un sendero de doble vía, ruta “sin salida” donde la gente que va en una dirección se encuentra con gente que viene en otra dirección. Es un sendero lineal autoguiado según el tema a tratar en la interpretación el sendero será diverso. Por el uso que se le dará al sendero este será intensivo. Cabe destacar que este es un sendero para turismo de aventura y que solo las personas que cuenten con buenas condiciones físicas pueden visitarlo.